# Avraham Šalom
Avraham Šalom (hebrejsky אברהם שלום‎, celým jménem Avraham Šalom Bendor, 7. července 1928, Vídeň – 19. června 2014, Tel Aviv) byl v letech 1980 až 1986 ředitel izraelské vnitřní zpravodajské služby Šin bet (též Šabak). Patřil mezi hlavní postavy některých z nejprominentnějších operací této zpravodajské služby. Mimo jiné byl zástupce velitele operace, při níž byl v Argentině dopaden a zajat nacistický válečný zločinec Adolf Eichmann. V důsledku kontroverze kolem aféry autobusu č. 300 rezignoval na svoji funkci ředitele zpravodajské služby.

## Biografie
Narodil se ve Vídni jako jediné dítě v rodině průmyslníka a učitelky hry na klavír. V roce 1939 v jedenácti letech s rodinou přesídlil do britské mandátní Palestiny, kde se usadili v Tel Avivu. V roce 1946 se stal příslušníkem židovského podzemního úderného oddílu Palmach, v jehož řadách se zúčastnil mimo jiné bitvy u Mišmar ha-Emek v dubnu 1948. Později téhož roku, již v rámci izraelské armády, bojoval v řadě klíčových bitev války za nezávislost (např. v Galileji, Lodu, Ramle, Latrunu a Negevu). V roce 1949 armádu opustil a o rok později nastoupil k vnitřní zpravodajské službě Šin bet (též Šabak), kam jej naverboval Rafi Ejtan. V té nejprve nastoupil k operační jednotce v Haifě, aby se roku 1952 stal velitelem jeruzalémské operační jednotky. O dva roky později byl vyslán do Evropy, kde působil tři roky v rámci izraelské vnější zpravodajské služby Mosad.
V letech 1956 až 1959 byl zástupcem velitele týmu operativců Mosadu a Šin bet, který v Argentině vypátral a dopadl nacistického válečného zločince a architekta holocaustu Adolfa Eichmanna, a následně jej převezl před soud do Izraele. Po tomto úspěchu se stal velitelem operační divize Šin bet. V roce 1972 po masakru izraelských olympioniků na letních olympijských hrách v Mnichově nastoupil do čela bezpečností sekce zpravodajské služby.
Roku 1980 se stal ředitelem Šin bet, když ve funkci vystřídal Avrahama Achituva. Jeho působení v této funkci zasáhla jak libanonská válka, tak palestinský a židovský extremismus. Rozkrytím teroristické skupiny Židovské podzemí, tvořené radikálními izraelskými osadníky, která měla na svědomí bombové útoky a vraždy, se Šin bet pod jeho vedením podařilo zmařit plán na odpálení mešity Skalní dóm v Jeruzalémě.
Se závěrem jeho působení v čele zpravodajské služby se pojí kontroverze související s aférou autobusu č. 300. V dubnu 1984 unesli čtyři palestinští teroristé linkový autobus společnosti Egged, jehož pasažéři byli (až na jednu ženu) při zásahu speciální jednotky osvobozeni. Dva z únosců byli zabiti při záchranné operaci, zatímco zbylí dva zemřeli po skončení akce poté, co byli předáni agentům Šin bet. Oficiálně však druzí dva „zemřeli po cestě do nemocnice.“ Pro vážně pochybnosti nechal ministr obrany Moše Arens celou událost prošetřit zvláštní vyšetřovací komisí, v jejímž čele stál Me'ir Zorea. Ve složitém vyšetřování se Šin bet pokusila křivými výpověďmi svých agentů svalit vinu za smrt dvou zadržených na generála Jicchaka Mordechaje, který teroristy při výslechu bil. Kvůli mocenským bojům uvnitř zpravodajské služby se celá aféra dostala k rukám generálního prokurátora Jicchaka Zamira. Ten doporučil propustit Šaloma a několik vyšších důstojníků pro ovlivňování svědků a falšování důkazů. Podle jeho bývalých spolupracovníků měl smrt obou únosců nařídit sám Šalom. Nakonec však nikdo z nich před soudem nestanul, neboť jim byla prezidentem Chajimem Herzogem udělena prezidentská milost, aniž by proti nim byla vznesena obvinění. Šalom nakonec na svoji funkci rezignoval a na postu ředitele jej vystřídal Josef Harmelin.
Od 90. let 20. století byl Šalom zastáncem dvoustátního mírového uspořádání izraelsko-palestinského konfliktu, a to především po vypuknutí druhé intifády na počátku 21. století. Kritizoval izraelského premiéra Ariela Šarona za to, že mimo dění vytlačuje palestinského vůdce Jásira Arafata. Byl jedním ze zakladatelů Ženevské iniciativy, což byla skupina Izraelců a palestinských Arabů, která představila neoficiální návrh mírového řešení izraelsko-palestinského konfliktu. V roce 2010 reagoval na dotaz, zda by Izrael měl propustit palestinské vězně výměnou za uneseného izraelského vojáka Gilada Šalita, slovy: „Chtějí 900 [vězňů]. Dal bych jim jich 900 a dalších 1000 (…) pod podmínkou, že vaší strategií je uzavřít mír.“
Šalom byl jedním z šesti bývalých ředitelů Šin bet, kteří se objevili v dokumentárním snímku The Gatekeepers z roku 2012, nominovaném na Oscara, v němž hovořili o svých zkušenostech a příbězích v čele této zpravodajské služby. Šalom například hovořil právě o aféře autobusu č. 300. Mimo jiné řekl, že dvojici únosců dostal již takřka mrtvou a zmlácenou od vojáků. Svým mužům pak řekl: „Doražte je a skončete to.“ Když byl dotázán na morálnost tohoto činu, odvětil: „Ve válce s terorismem na morálku zapomeňte. Napřed mi najděte morálku u teroristů.“
Zemřel v Tel Avivu ve věku 86 let.